# Telamonia scalaris
Telamonia scalaris là một loài nhện trong họ Salticidae.
Loài này thuộc chi Telamonia. Telamonia scalaris được Tord Tamerlan Teodor Thorell miêu tả năm 1881.